# Филлипс, Дуайт
Дуа́йт Фи́ллипс (англ. Dwight Phillips, род. 1 октября 1977 года) — американский легкоатлет, олимпийский чемпион 2004 года и четырёхкратный чемпион мира в прыжках в длину.
Родился в городе Декатур 1 октября 1977 года. Окончил среднюю школу в 1996 году, в которой он начал заниматься лёгкой атлетикой и поступил в университет Кентукки, спустя 2 года перешёл в университет штата Аризона и закончил его в 2000 году.
В 2000 году принял участие в своих первых Олимпийских играх. Несмотря на очень серьёзную конкуренцию смог пробиться в финал в прыжках в длину, где занял восьмое место с результатом 8.06. На следующий год вновь был восьмым на чемпионате мира в Эдмонтоне. Первая крупная победа состоялась на чемпионате мира 2003 года, где он взял золото с результатом 8.32 — худший результат среди победителей чемпионатов мира за всю историю. Самая главная победа в карьере пришла в 2004 году, когда он стал олимпийским чемпионом с результатом 8.59 — это четвёртый результат за всю историю на олимпийских играх.
На чемпионате США по лёгкой атлетике 2008 года занял четвёртое место и не смог отобраться на олимпийские игры в Пекин. На следующий год вновь заявил о себе. Сначала на соревнованиях в США устанавливает личный рекорд 8.74, затем побеждает на чемпионате США и едет на чемпионат мира в Берлин. В упорной борьбе с результатом 8.54 завоёвывает золотую медаль, всего на 7 сантиметров опережает представителя ЮАР Годфри Мокоену. Отстоял титул чемпиона мира 2 сентября 2011 года, победив на чемпионате мира в южнокорейском Тэгу с результатом 8.45.
1 сентября 2013 года стало известно, что он официально завершил карьеру. Его последним соревнованием стал этап Бриллиантовой лиги Weltklasse Zürich, который состоялся 29 сентября 2013 года. На этих соревнованиях он занял предпоследнее 8-е место с результатом 7,53 м.